# Luis de la Fuente
Luis de la Fuente Castillo (Haro, 21 de junho de 1961) é um treinador e ex-futebolista espanhol que atuava como lateral-esquerdo. Atualmente comanda a Seleção Espanhola.

## Carreira
Formado nas categorias de base do Athletic Bilbao, De la Fuente iniciou a carreira no Bilbao Athletic (equipe reserva dos Leones) na temporada 1978–79, com apenas 17 anos de idade. Em março de 1981, fez sua estreia no time principal - e também em La Liga - como substituto no empate sem gols com o Valencia.
Efetivado no elenco principal do Athletic a partir de 1982, o lateral-esquerdo disputou 146 jogos em sua primeira passagem pelo clube, com um gol marcado, na vitória por 4 a 0 sobre o Celta de Vigo. Jogou também 4 temporadas pelo Sevilla voltando ao Athletic em 1991. A segunda passagem de De la Fuente pelos Leones durou apenas 22 jogos, antes de assinar com o Alavés em 1993, encerrando a carreira no ano seguinte.

## Carreira internacional
Tendo defendido as seleções de base da Espanha, De la Fuente não chegou a jogar pela seleção principal.

## Carreira de treinador
Em 1997, inicia a carreira de técnico no Portugalete, equipe das divisões de acesso da Espanha, onde permaneceu até 2000. No mesmo ano assumiu o comando de outro time basco, o Aurrerá, de onde sairia em 2001.
Comandou também o Bilbao Athletic em 2 passagens (2006–07 e 2009–11) antes de assumir o Alavés (último clube de sua carreira como jogador), em 2011. Em 2013, assumiu a seleção Sub-19 da Espanha, onde permaneceu até 2018. Ele ainda treinou as equipes Sub-18 e Sub-21, inclusive no Jogos Olímpicos de 2020, que foram disputados no ano seguinte em decorrência da pandemia de COVID-19.
Em dezembro de 2022, a Real Federação Espanhola de Futebol anunciou que De la Fuente seria o novo treinador da seleção principal da Espanha, assumindo a vaga de Luis Enrique

##### Jogos pela seleção espanhola
Legenda:      Vitórias —      Empates —      Derrotas
|      | Data           | Competição                     | Local                  | Placar      | Adversário       | Ref.   |      |
| 2023 | 2023           | 2023                           | 2023                   | 2023        | 2023             | 2023   | 2023 |
| ---- | -------------- | ------------------------------ | ---------------------- | ----------- | ---------------- | ------ | ---- |
| 1    | 25 de março    | Eliminatórias da Eurocopa      | Málaga                 | 3 – 0       | Noruega          | [ 16 ] |      |
| 2    | 28 de março    | Eliminatórias da Eurocopa      | Glasgow                | 0 – 2       | Escócia          | [ 17 ] |      |
| 3    | 15 de junho    | Liga das Nações                | Enschede               | 2 – 1       | Itália           | [ 18 ] |      |
| 4    | 18 de junho    | Liga das Nações                | Roterdão               | 0 – 0 (5-4) | Croácia          | [ 19 ] |      |
| 5    | 8 de setembro  | Eliminatórias da Eurocopa      | Tiblíssi               | 7 – 1       | Geórgia          | [ 20 ] |      |
| 6    | 12 de setembro | Eliminatórias da Eurocopa      | Granada                | 6 – 0       | Chipre           | [ 21 ] |      |
| 7    | 12 de outubro  | Eliminatórias da Eurocopa      | Sevilha                | 2 – 0       | Escócia          | [ 22 ] |      |
| 8    | 15 de outubro  | Eliminatórias da Eurocopa      | Oslo                   | 1 – 0       | Noruega          | [ 23 ] |      |
| 9    | 16 de novembro | Eliminatórias da Eurocopa      | Limassol               | 3 – 1       | Chipre           | [ 24 ] |      |
| 10   | 19 de novembro | Eliminatórias da Eurocopa      | Valladolid             | 3 – 1       | Geórgia          | [ 25 ] |      |
| 2024 |                |                                |                        |             |                  |        |      |
| 11   | 22 de março    | Amistoso                       | Londres                | 0 – 1       | Colômbia         | [ 26 ] |      |
| 12   | 26 de março    | Amistoso                       | Madrid                 | 3 – 3       | Brasil           | [ 27 ] |      |
| 13   | 5 de junho     | Amistoso                       | Badajoz                | 5 – 0       | Andorra          | [ 28 ] |      |
| 14   | 8 de junho     | Amistoso                       | Palma                  | 5 – 1       | Irlanda do Norte | [ 29 ] |      |
| 15   | 15 de junho    | Eurocopa                       | Berlim                 | 3 – 0       | Croácia          | [ 30 ] |      |
| 16   | 20 de junho    | Eurocopa                       | Gelsenkirchen          | 1 – 0       | Itália           | [ 31 ] |      |
| 17   | 24 de junho    | Eurocopa                       | Düsseldorf             | 1 – 0       | Albânia          | [ 32 ] |      |
| 18   | 30 de junho    | Eurocopa                       | Colônia                | 4 – 1       | Geórgia          | [ 33 ] |      |
| 19   | 5 de julho     | Eurocopa                       | Stuttgart              | 2 – 1       | Alemanha         | [ 34 ] |      |
| 20   | 9 de julho     | Eurocopa                       | Munique                | 2 – 1       | França           | [ 35 ] |      |
| 21   | 14 de julho    | Eurocopa                       | Berlim                 | 2 – 1       | Inglaterra       | [ 36 ] |      |
| 22   | 5 de setembro  | Liga das Nações                | Belgrado               | 0 – 0       | Sérvia           | [ 37 ] |      |
| 23   | 8 de setembro  | Liga das Nações                | Genebra                | 4 – 1       | Suíça            | [ 38 ] |      |
| 24   | 12 de outubro  | Liga das Nações                | Murcia                 | 1 – 0       | Dinamarca        | [ 39 ] |      |
| 25   | 15 de outubro  | Liga das Nações                | Córdoba                | 3 – 0       | Sérvia           | [ 40 ] |      |
| 26   | 15 de novembro | Liga das Nações                | Copenhague             | 2 – 1       | Dinamarca        | [ 41 ] |      |
| 27   | 18 de novembro | Liga das Nações                | Santa Cruz de Tenerife | 3 – 2       | Suíça            | [ 42 ] |      |
| 2025 |                |                                |                        |             |                  |        |      |
| 28   | 20 de março    | Liga das Nações                | Roterdão               | 2 – 2       | Países Baixos    | [ 43 ] |      |
| 29   | 23 de março    | Liga das Nações                | Valência               | 3 – 3 (5-4) | Países Baixos    | [ 44 ] |      |
| 30   | 5 de junho     | Liga das Nações                | Stuttgart              | 5 – 4       | França           | [ 45 ] |      |
| 31   | 8 de junho     | Liga das Nações                | Munique                | 2 – 2 (3-5) | Portugal         | [ 46 ] |      |
| 32   | 4 de setembro  | Eliminatórias da Copa do Mundo | Sófia                  | –           | Bulgária         |        |      |
| 33   | 7 de setembro  | Eliminatórias da Copa do Mundo | Konya                  | –           | Turquia          |        |      |
| 34   | 11 de outubro  | Eliminatórias da Copa do Mundo | Espanha                | –           | Geórgia          |        |      |
| 35   | 14 de outubro  | Eliminatórias da Copa do Mundo | Espanha                | –           | Bulgária         |        |      |
| 36   | 15 de novembro | Eliminatórias da Copa do Mundo | Geórgia                | –           | Geórgia          |        |      |
| 37   | 18 de novembro | Eliminatórias da Copa do Mundo | Espanha                | –           | Turquia          |        |      |

## Estatísticas
| Clube           | Jogos | Vitórias | Empates | Derrotas | Aproveitamento |
| --------------- | ----- | -------- | ------- | -------- | -------------- |
| Portugalete     | 122   | 69       | 34      | 19       | 65.85%         |
| Aurrerá         | 32    | 11       | 13      | 8        | 47.92%         |
| Bilbao Athletic | 114   | 32       | 41      | 41       | 40.06%         |
| Alavés          | 11    | 4        | 4       | 3        | 48.48%         |
| Espanha Sub-19  | 46    | 31       | 6       | 9        | 71.74%         |
| Espanha Sub-21  | 42    | 34       | 4       | 4        | 84.13%         |
| Espanha Sub-23  | 7     | 3        | 3       | 1        | 57.14%         |
| Espanha         | 31    | 23       | 6       | 2        | 80.65%         |

## Títulos como jogador
Athletic Bilbao
- La Liga: 1982–83, 1983–84[47]
- Copa del Rey: 1983–84[47]
- Supercopa da Espanha: 1984[48]

## Títulos como treinador
Seleção Espanhola
- Liga das Nações da UEFA: 2022–23
- Eurocopa: 2024

Seleção Espanhola Sub-21
- Eurocopa Sub-21: 2019

Seleção Espanhola Sub-19
- Eurocopa Sub-19: 2015

### Prêmios individuais
- Melhor Treinador do Mundo da IFFHS: 2024[49]